# Per Federspiel
Per Torben Federspiel (ur. 9 kwietnia 1905 w Berlinie, zm. 27 listopada 1994 w Kongens Lyngby) – duński polityk i prawnik, działacz ruchu oporu podczas II wojny światowej. Wieloletni deputowany i poseł do Parlamentu Europejskiego, w latach 1945–1947 minister ds. specjalnych, w latach 1960–1963 przewodniczący Zgromadzenia Parlamentarnego Rady Europy.

## Życiorys
Syn prawnika Holgera Federspiela i Asty Nutzhorn. Część dzieciństwa spędził w Niemczech i Wielkiej Brytanii, w tym drugim kraju kształcił się w Harrow School. W 1931 ukończył studia prawnicze na Uniwersytecie Kopenhaskim. Pracował jako sekretarz wydawcy Viggo Berga, londyński korespondent „Dagens Nyheder” oraz członek duńskiej delegacji ds. Grenlandii przy Międzynarodowym Trybunale Sprawiedliwości. Później uzyskał uprawnienia adwokata, pracując m.in. przy sądzie apelacyjnym okręgu wschodniego. Podczas II wojny światowej zaangażowany w działalność ruchu oporu, w którym odpowiadał za zdobycie finansowania z Londynu. W październiku 1943 aresztowany przez Gestapo (udało mu się zbiec), ponownie w niewoli od maja 1944 do wiosny 1945.
Po wojnie pracował w komisji ds. rekompensat wojennych oraz jako doradca brytyjskiej ambasady, a od lat 50. jako członek rad nadzorczych różnych przedsiębiorstw. Kontynuował także praktykę adwokacką. Działał w stowarzyszeniach międzynarodowych, m.in. w think tanku Atlantic Institute czy stowarzyszeniach współpracy Danii ze Szwecją i Austrią. W latach 40. delegat do UNPC (komisji ONZ ds. Palestyny), w 1947 i 1948 delegat do Zgromadzenia Ogólnego Organizacji Narodów Zjednoczonych, a w 1960 wiceprzewodniczący grupy The International Commission of Jurists badającej legalność zajęcia Tybetu przez Chiny.
Zaangażował się w działalność polityczną w ramach Venstre. Od listopada 1945 do listopada 1947 był ministrem ds. specjalnych w rządzie Knuda Kristensena, odpowiedzialnym m.in. za rekompensaty wojenne. W latach 1947–1950 i 1957–1973 poseł do Folketingetu, natomiast w latach 1951–1953 członek Landstingetu (wyższej izby parlamentu zlikwidowanej w 1953). Od 1949 do 1971 był członkiem Zgromadzenia Parlamentarnego Rady Europy, kierował tym gremium w latach 1960–1963. Od stycznia do grudnia 1973 oddelegowany do Parlamentu Europejskiego, należał do frakcji liberalno-demokratycznej.
Ojciec dyplomaty Ulrika Federspiela.

## Odznaczenia
W 1976 odznaczony Wielką Złotą Odznaką Honorową z Gwiazdą za Zasługi dla Republiki Austrii.